# Karl von Abel

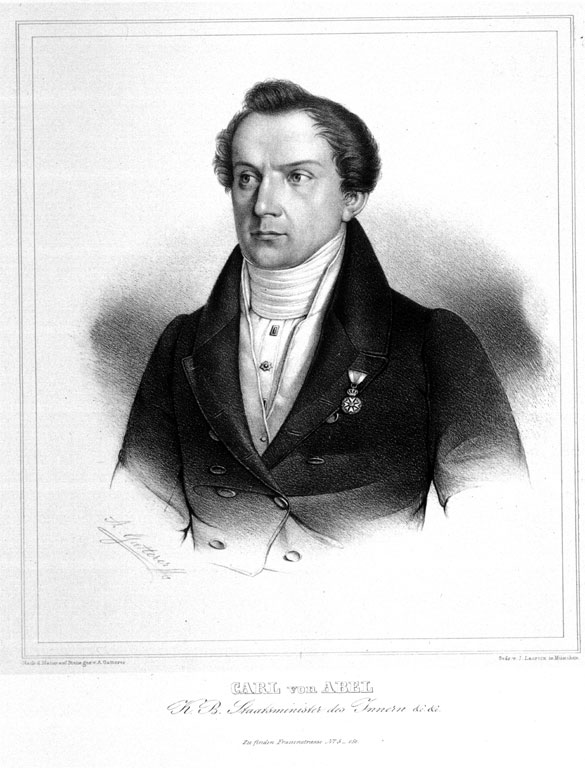
Carl August von Abel

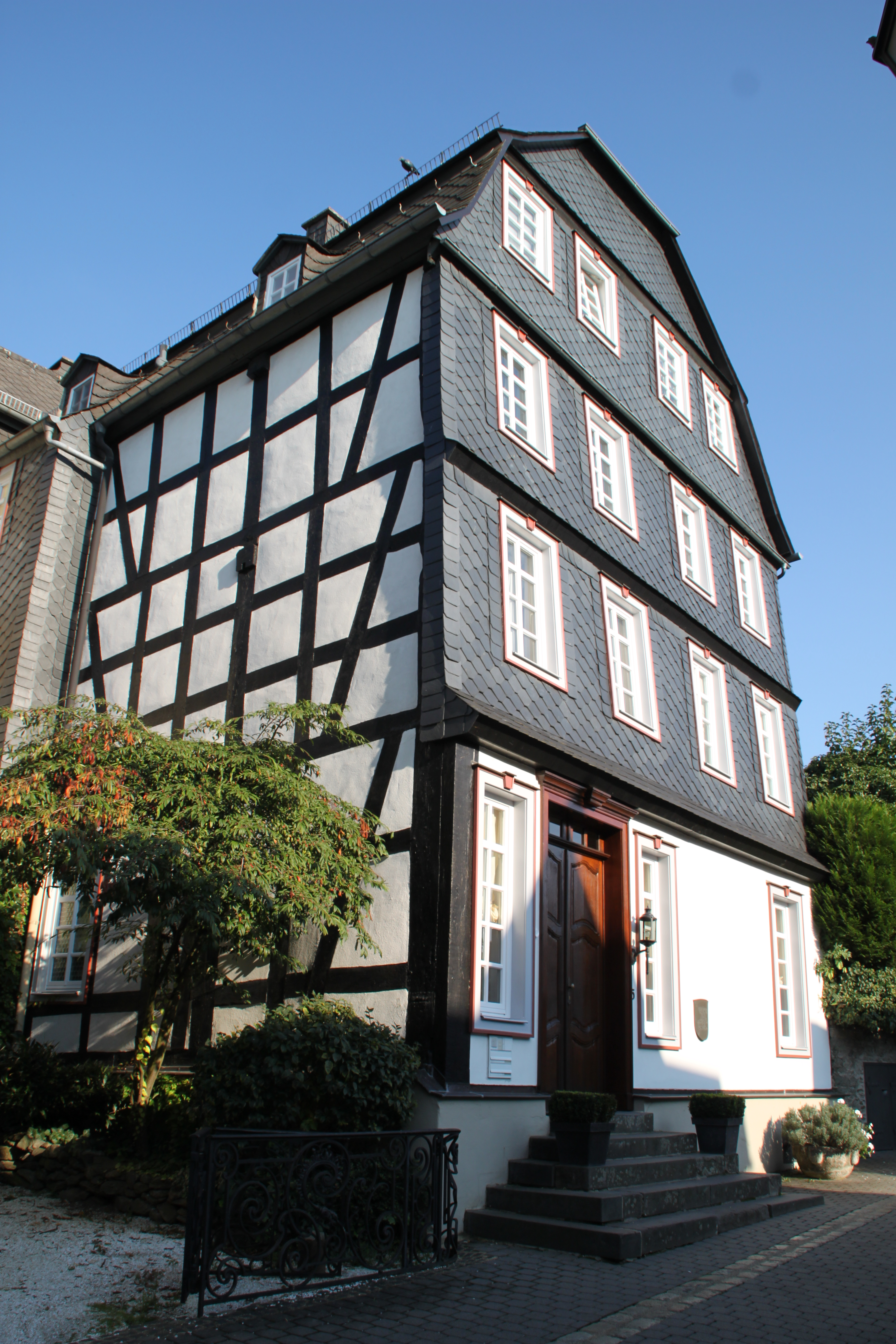
Abels Geburtshaus in Wetzlar

Karl August Abel, ab 1830 Ritter von Abel (* 17. September 1788 in Wetzlar; † 3. September 1859 in München), war ein deutscher Politiker und bayerischer Staatsminister, insbesondere Innenminister.

## Leben
Abel war Sohn des Prokurators am Reichskammergericht in Wetzlar, Jacob Adam Abel. Er studierte von 1806 bis 1809 Rechtswissenschaft an der Rechtsschule Wetzlar und der Universität Gießen. Wie sein Bruder wurde er Mitglied des erloschenen Corps Franconia II (1807) und Guestphalia (1808). Nach den Examina zunächst Praktikant am Landgericht Dillingen, trat er 1810 in den bayerischen Staatsdienst. Er war Sekretär bei der Hofkommission zur Vollziehung des Pariser Vertrags, Assessor und Regierungsrat bei der Regierung des Isarkreises und Stadtkommissär in Bamberg.
1819 wurde er Regierungsrat in München, 1827 Ministerialrat im Ministerium des Innern. 1832 ging er mit dem zum griechischen König gewählten, aber noch minderjährigen Prinzen Otto von Bayern als außerordentlicher Kommissar und Mitglied der griechischen Regentschaft nach Griechenland, wo er sich in administrativer Hinsicht nicht geringe Verdienste erwarb. Mit Georg Ludwig von Maurer wirkte er für liberale Institutionen.
Durch seine erste Frau beeinflusst, wandelte sich Karl von Abel ab 1832 vom liberalen Protestanten zum konservativen Katholiken. Infolge der Zwistigkeiten mit dem Präsidenten der Regentschaft, dem Grafen Joseph Ludwig von Armansperg, kehrte er 1834 in das bayerische Ministerium des Innern zurück, dessen Verwaltung ihm 1837 erst kommissarisch, dann definitiv als Minister übertragen wurde. Im Landtag vertrat er 1837 die Rechte der Krone hinsichtlich der Vermehrung von Klöstern sehr wirksam und wurde noch im gleichen Jahre an Stelle des Fürsten Ludwig von Oettingen-Wallerstein zunächst provisorisch und bald darauf endgültig zum Minister des Inneren ernannt. Seine neue Richtung zeigte sich sehr bald durch Duldung antipreußischer Pressepolemik anlässlich der Kölner Wirren, der Förderung der Missionen, der Hebung der Stellung des Klerus und weitgehender Verkirchlichung des Bildungswesens. 1840 wurde ihm auch das Finanzministerium unterstellt, so dass er jetzt Finanz- und Innenminister war. Abels Ausfälle gegen seinen Vorgänger im Amt des Innenministers, den Fürsten Ludwig von Oettingen-Wallerstein, führten zu einem Pistolenduell zwischen ihm und dem Fürsten am 11. April 1840 im Englischen Garten. Es endete zwar unblutig, zog aber für beide Seiten gleich unangenehme öffentliche Diskussionen über den Ehrenstandpunkt nach sich. Im Volksmund hieß es: „Ehedem hat Kain den Abel umgebracht; jetzt aber bringt der Abel kein(en) um“.
Am 12. März 1844 wurde Abel nobilitiert und galt als das politische Haupt der sogenannten Ultramontanen. König Ludwig I. bezeichnete ihn als seinen „ersten Staatsmann“. Abel behinderte u. a. auch die Bildung evangelischer Gemeinden, begünstigte Konvertiten zum Katholizismus und betonte die monarchische Autorität. Trotzdem herrschte er in gewisser Weise auch über die Katholische Kirche selbst, denn seine politischen Entscheidungen orientierten sich nahezu bedingungslos am Willen König Ludwigs I. Zwischen 1844 und 1845 wurde er zum Ritter vom Heiligen Grab geschlagen.
Von Liberalen und Protestanten bekämpft, verlor Abel 1846 das neue Kultusministerium. Schließlich entzog ihm Ludwig I. die Zuständigkeit für kirchliche Angelegenheiten und übertrug sie ab 1. Januar 1847 dem neugebildeten Ministerium des Innern für kirchliche Angelegenheiten, das Karl von Schrenck unterstand, einem Angehörigen des Corps Palatia München. Abel wurde am 17. Februar 1847 von Ludwig in Ungnaden entlassen; denn er hatte Lola Montez, seiner dramatischen und hochpolitischen Liebesbeziehung, das Bürgerrecht verweigert und sein Memorandum in die Presse gegeben.
In der Folge wurde er 1847 außerordentlicher Gesandter in Turin, der damaligen Hauptstadt des Königreichs Sardinien-Piemont. Er trat diesen Posten jedoch erst unter König Maximilian II. an. 1848 wurde er in die Zweite Kammer des Bayerischen Landtages gewählt, sah sich hier jedoch schonungslosen Angriffen der Gegner ausgesetzt und konnte keinen Einfluss gewinnen. 1848 kehrte er in den Umkreis des abgedankten Königs zurück und beriet den jungen König Maximilian II. Joseph in wichtigen Entscheidungen. Im März 1850 wurde er abberufen und in den Ruhestand versetzt. Nach seinem Sturz bewiesen ihm seine ultramontanen Anhänger „schwarze Untreue“ und verleugneten ihn, als ob er nie zu ihnen gehört hätte. Er zog sich vom öffentlichen Leben zurück und lebte auf seinem Gut Stamsried in der Oberpfalz.
Der nationalliberale Historiker Heinrich von Treitschke charakterisierte Abel als „von brutaler Strenge, hart, herrschsüchtig, rücksichtslos, im Landtage gefürchtet durch seine schlagfertige, feurige Beredsamkeit“. Hans von Hopfen hielt ihn für „den größten Studentenschinder, wie es keinen solchen je in Würzburg oder Erlangen gab“.
Karl Abel starb 1859 im Alter von 70 Jahren zwei Wochen vor seinem 71. Geburtstag in München.

## Grabstätte

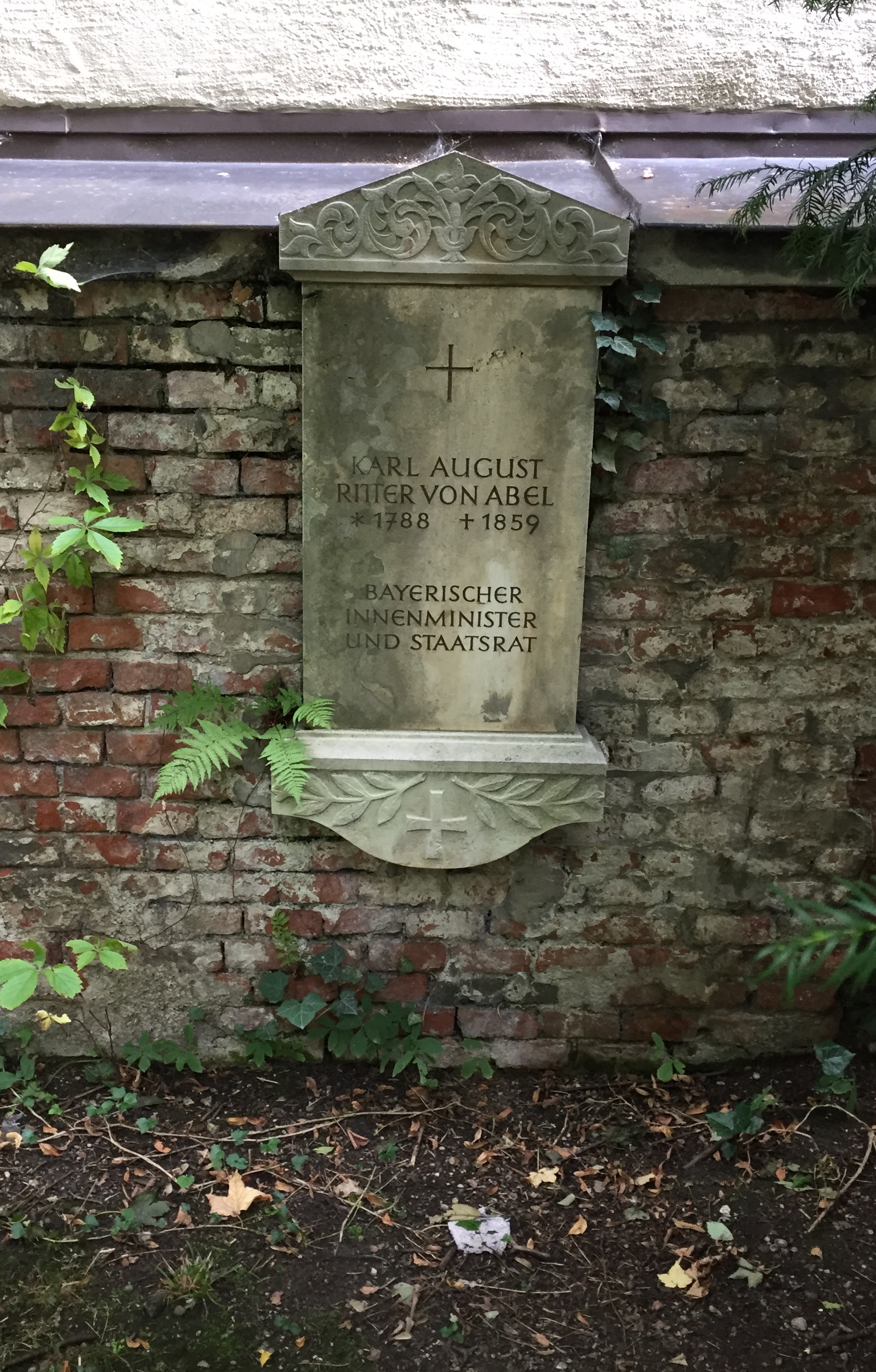
Grab von Karl Abel auf dem Alten Südlichen Friedhof in München

Die Grabstätte von Karl Abel befindet sich auf dem Alten Südlichen Friedhof in München (Mauer Links Platz 222/223 bei Gräberfeld 7) Standort.

## Familie
Karl von Abel ehelichte 1832 Maria Magdalena Gräfin von Fugger-Göttersdorf (1787–1835), Witwe des Moritz Gabriel Graf Fugger-Göttersdorf (1768–1816). Sie war eine Tochter von Freiherr Ignaz von Pfetten und seiner Gemahlin Maria Magdalena von Horneck von Hornberg.
Nach dem Tod seiner ersten Gattin heiratete Abel 1836 Fridericke Rinecker (1808–1877), die Tochter des Juristen Heinrich Gallus von Rinecker (1773–1852) und seiner Ehefrau Josephine von Stengel, deren Vater der bekannte Geheimrat Stephan von Stengel war.

## Auszeichnungen und Ehrungen
Für seine Verdienste um den bayerischen Staat wurde Abel 1830 in den persönlichen, am 12. März 1844 in den erblichen Adelsstand erhoben. Seit 1839 war er Ehrenmitglied der Bayerischen Akademie der Wissenschaften. 1843 wurde er ihm das Großoffizierkreuz des belgischen Leopold-Ordens verliehen. Am 23. August 1843 erhielt er die Ehrendoktorwürde der juristischen Fakultät der Universität Erlangen. 1844 wurde er mit Großkreuz des bayerischen Civil-Verdienst-Ordens ausgezeichnet. Im gleichen Jahr erhob ihn der bayerische König „in Rücksicht auf seine erprobte ausgezeichnete Dienstleistung und treue Anhänglichkeit an die Person des Königs“ tax- und siegelfrei in den erblichen Adelstand. Damit verbunden war die Verleihung der ehemalig gräflichen holnsteinischen Hofmark Stamsried bei Cham in der Oberpfalz als Mannslehen.